# Windisch-Grutschen
Windisch-Grutschen je naselje v Občini Šentpavel v Labotski dolini v Okraju Volšperk na Koroškem v Avstriji.